# Defesa civil no Brasil
A Defesa civil no Brasil está incluída no Sistema Nacional de Proteção e Defesa Civil (SINPDEC), que tem atualmente o Centro Nacional de Gerenciamento de Riscos e Desastres (CENAD), grupo de apoio a desastres com finalidade de fortalecer os órgãos de defesa civil locais, além da Secretaria Nacional de Proteção e Defesa Civil (SEDEC), pertencente ao Ministério do Desenvolvimento Regional.

## História

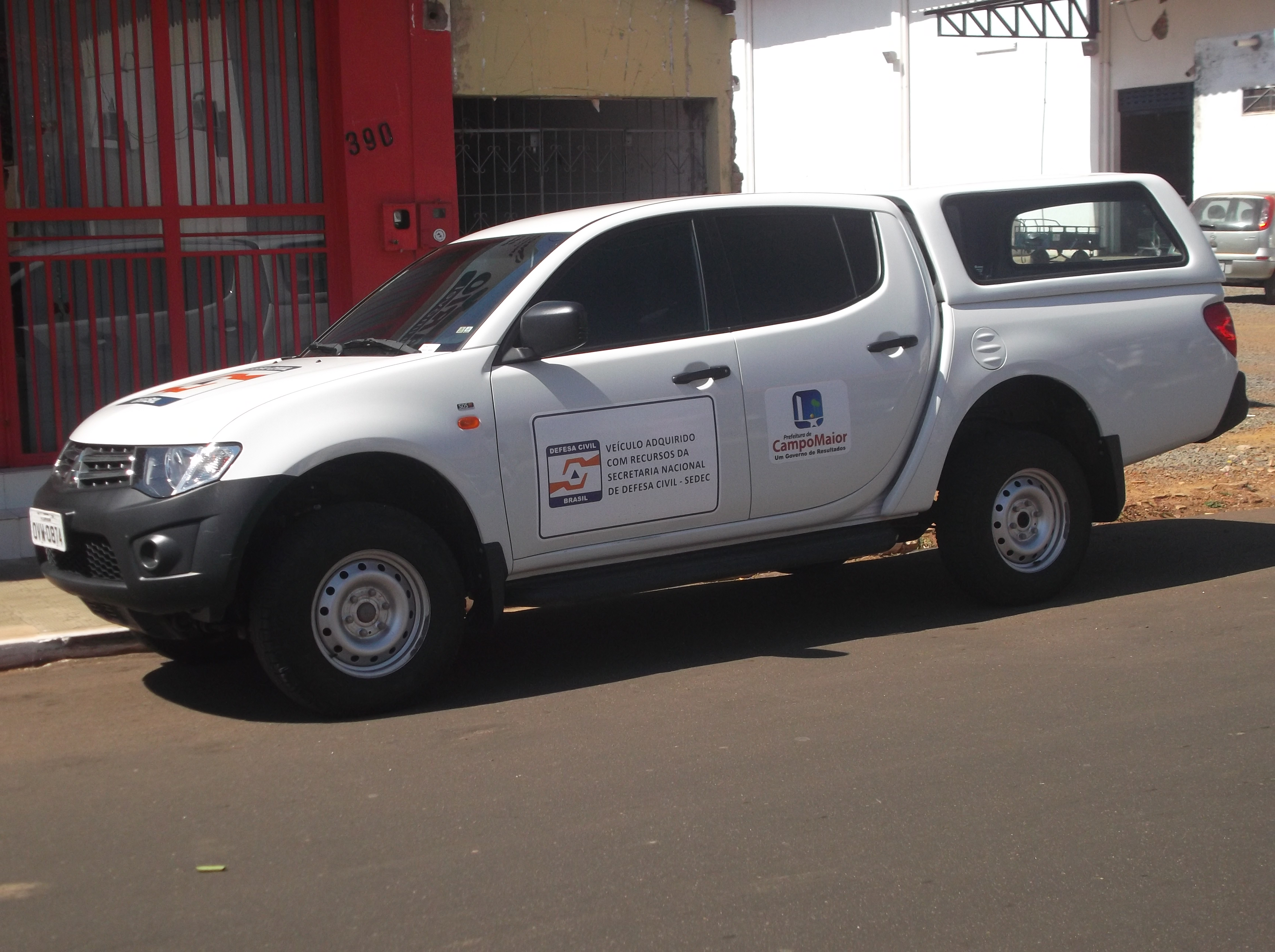
Veículo da Defesa Civil.

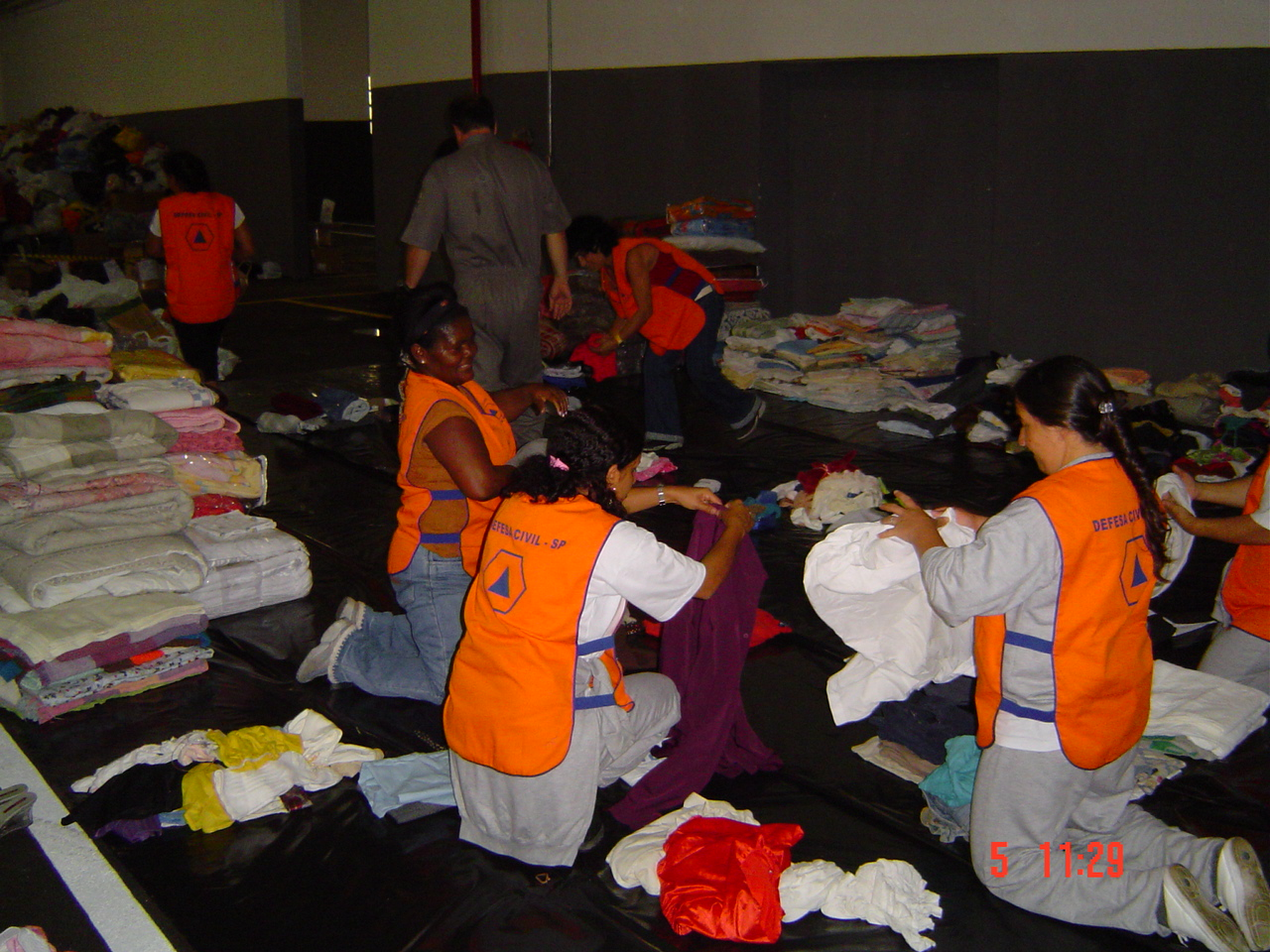
Arrecadação de donativos à vítimas do Tsunami em 1 de janeiro de 2005.

### Início
Com a participação do Brasil na Segunda Guerra Mundial, e principalmente, após o afundamento, na costa brasileira, dos navios de passageiros Arara e Itagiba, totalizando 56 vítimas, o Governo Federal Brasileiro, em 1942, criou o primeiro esboço de Defesa Civil.
Estabeleceu o Serviço de Defesa Passiva Antiaérea, criou a obrigatoriedade do ensino da defesa passiva em todos estabelecimentos de ensino, oficiais ou particulares, existentes no Brasil.
Em 1943, a denominação de Defesa Passiva Antiaérea foi alterada para Serviço de Defesa Civil, sob a supervisão da Diretoria Nacional do Serviço da Defesa Civil, do Ministério da Justiça e Negócios Interiores, extinto em 1946.
Foram criadas as Diretorias Regionais de Defesa Civil nos Estados, Territórios e Distrito Federal.

### Década de 60 no Brasil
Como consequência de uma grande enchente em 1966, foi criado, no então Estado da Guanabara, um grupo de trabalho cuja finalidade era estudar a mobilização de diversos órgãos estaduais em casos de catástrofes.
Foi elaborado na época um plano diretor de Defesa Civil do Estado da Guanabara, este definia atribuições para cada órgão componente do Sistema Estadual de Defesa Civil.
Foi publicado um decreto estadual em 18 de novembro 1966 que aprovou aquele plano. Foram criadas também as primeiras Coordenadorias Regionais de Defesa Civil – REDEC no Brasil.

### A criação da defesa civil estadual na Guanabara
No dia 19 de dezembro de 1966 foi organizada no estado da Guanabara, a primeira defesa civil estadual do Brasil.

### Ministério do Interior
Em 1967 foi criado o Ministério do Interior cuja competência era assistir as populações atingidas por calamidades públicas em todo território nacional.
Também foi instituído para o Ministério do Interior um Fundo Especial para Calamidades Públicas (FUNCAPO).
Também se criou um Grupo Especial para Assuntos de Calamidades Públicas (GEACAP), cuja função era prestar assistência e defesa permanente contra  calamidades públicas.

### Sistema Nacional de Defesa Civil
A organização sistêmica da defesa civil no Brasil, se deu pela criação do Sistema Nacional de Defesa Civil (SINDEC), em 1988, sendo reorganizado em agosto de 1993 e atualizado em 2005. Em novembro de 2009, por ocasião do V DEFENSIL, foi prestada uma homenagem de reconhecimento ao Dr. Antônio Luíz Coimbra de Castro idealizador da Política Nacional de Defesa Civil no Brasil.

## Defesa Civil por estado da federação

### Estado de São Paulo

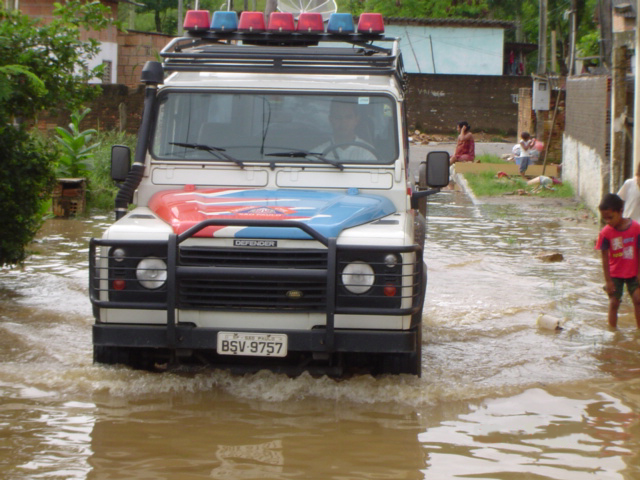
Veículo específico para uso em ações de Defesa Civil.

No estado de São Paulo a Defesa Civil surgiu após a calamidade de Caraguatatuba em 1967 e dos incêndios dos Edifícios Andraus (1972) e Joelma (1974). Isto ocorreu porque nestes desastres muitas vidas se perderam devido à falta de coordenação dos órgãos públicos e integração com as comunidades.
A comunidade paulista então percebeu a necessidade da criação de um órgão que, ao mesmo tempo, pudesse prevenir a ocorrência destes eventos ou, na impossibilidade da prevenção, pudesse minimizar seus efeitos.
O sistema estadual paulista de Defesa Civil foi reorganizado em 1995 pelo governador Mário Covas. Possui uma Coordenadoria Estadual de Defesa Civil (CEDEC) (órgão Central do Sistema de Defesa Civil Estadual), subordinada diretamente ao Governador do Estado e dirigida pelo Coordenador Estadual de Defesa Civil.
As Coordenadorias Regionais de Defesa Civil (REDEC) atuam no interior do Estado e na Região Metropolitana tendo como principal atribuição a formação, a orientação e o apoio às Coordenadorias Municipais de Defesa Civil (COMDEC) em todos os Municípios.
A Defesa Civil do Estado de São Paulo, nos seus mais de 30 anos de existência, evoluiu através da experiência adquirida nos diversos eventos calamitosos em que participou, coordenando ações, suplementando e apoiando Municípios e munícipes em seus momentos mais difíceis. Cabe ressaltar ainda o apoio a outros países, no caso, Indonésia e Sri Lanka, com campanha de arrecadação de donativos ao vitimados pelo Tsunami ocorrido em dezembro de 2004.

## Sistema de alerta à população
A Defesa Civil é responsável pela transmissão de mensagens à população de alertas inundações, alagamentos, temporais, perigo de deslizamentos de terra, além de recomendações do órgão. Os avisos são enviados pela Defesa Civil dos estados e pelo Centro Nacional de Gerenciamento de Riscos e Desastres (Cenad). Eles podem ser recebidos por meio de SMS, através do cadastro do CEP no sistema.

Em novembro de 2019, os alertas começaram a serem exibidos também em TVs por assinatura, sobrepondo a imagem da televisão com os alertas de risco. Inicialmente, foram contemplados o Distrito Federal e alguns estados das regiões Centro-Oeste e Norte nas operadoras Claro, NossaTV, Oi, Sky e Vivo.